# Lemvigvej (Lemvig)
 Lemvigvej  er en to sporet omfartsvej der går syd om Lemvig. Vejen er en del af sekundærrute 513 der går imellem Herrup og Klinkby. 
Den er med til at lede trafikken der skal mod  Thyborøn, Struer eller Holstebro uden om Lemvig Centrum, så byen ikke bliver belastet af for meget trafik.
Vejen forbinder Sønderbjerg i øst, og Romvej i vest, og har forbindelse til Ringkøbingvej, Industrivej og Heldumvej. Rute 513 fortsætter østover som Sønderbjerg og svinger nordover ned i dalen i det østlige Lemvig inden ruten drejer mod øst igen, som Østerbjerg, og fortsætter mod Struer hvor den ender på primærrute 11.